# Maccabi Ra'anana
Maccabi Ra'anana es un club profesional de baloncesto de Ra'anana, Israel. El club juega en la Liga Leumit, el segundo nivel de Israel.

## Historia
Maccabi Ra'anana fue fundado en 1980.
Liderado por el estadounidense Paul Thompson, el equipo conquistó el título de la Liga Leumit de la temporada 1995-96, por lo que en la temporada siguiente pudo hacer su debut en la Ligat ha'Al, la máxima categoría del baloncesto profesional israelí.  
El equipo no tardó en alcanzar las competiciones europeas: disputaron la Copa Saporta en la temporada 1999-00, la Suproliga en la 2000-01 y la Copa Korać en la 2001-02.
Los problemas financieros del club llevaron a que en 2002 se fusionaran con el Hapoel Herzliya Basket, dando nacimiento al Bnei HaSharon. La unión entre los dos clubes duró hasta 2011, año en que el Maccabi Ra'anana recuperó su identidad.
En febrero de 2022 enfrentaron por primera vez a equipos de la NBA, como parte de una gira de pretemporada. Volvieron a hacerlo al año siguiente.